# イドリス・ミスキン
イドリス・ミスキン（1948年3月15日 – 1984年1月7日）は、チャドの政治家、外交官である。フェリックス・マルーム政権、イッセン・ハブレ政権の両大統領の下で務めた。

## 経歴
ハジャライ出身のミスキンは、1979年、ハブレの反政府組織北部軍(FAN)に参加するまで、マルーム政権下で運輸、郵便、通信大臣を務めた。北部軍が1982年6月に首都ンジャメナを占領すると、ミスキンは外務大臣に就任した。ミスキンは1984年1月、アディスアベバでの和平交渉が始まる直前に死亡した。